# Грех

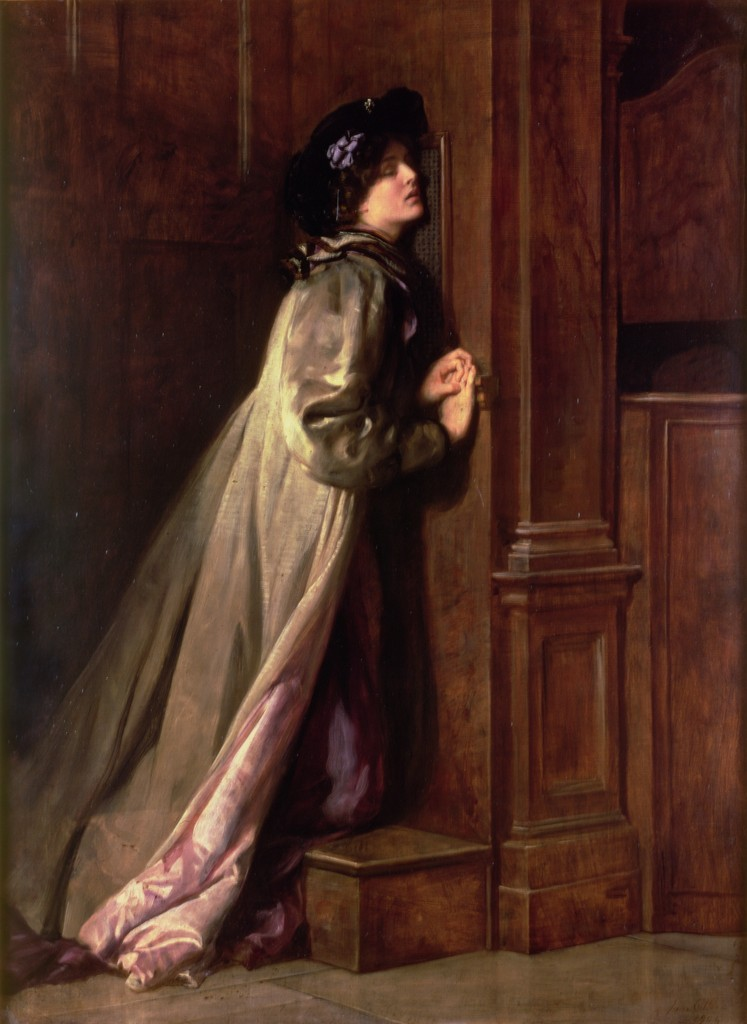
«Грешница»,
Джон Кольер, 1904

Грех — действие или помышление, которое, как правило, ассоциируется с отступлением от праведной жизни, прямым или косвенным нарушением религиозных заповедей (наставлений и предписаний Бога); реже — нарушение доминантных морально-этических правил, норм и традиций, установившихся в обществе.
Противоположностью греху служит добродетель или, в другом рассмотрении, вера.

## Этимология
В русском языке слово «грех» (ст.‑слав. грѣхъ); изначально по значению соответствовало понятию «ошибка» (ср. «погрешность, огрех»). Аналогично греки обозначали понятие греха словом др.-греч. ἁμάρτημα, ἁμαρτία, означающим «промах, погрешность, провинность, непопадание в цель», либо синонимичным ему словом παράπτωμα; а иудеи — словом хет (ивр. חֵטְא‎ — «непреднамеренный грех, промах»).

## Понятие греха

### В авраамических религиях

#### Христианство

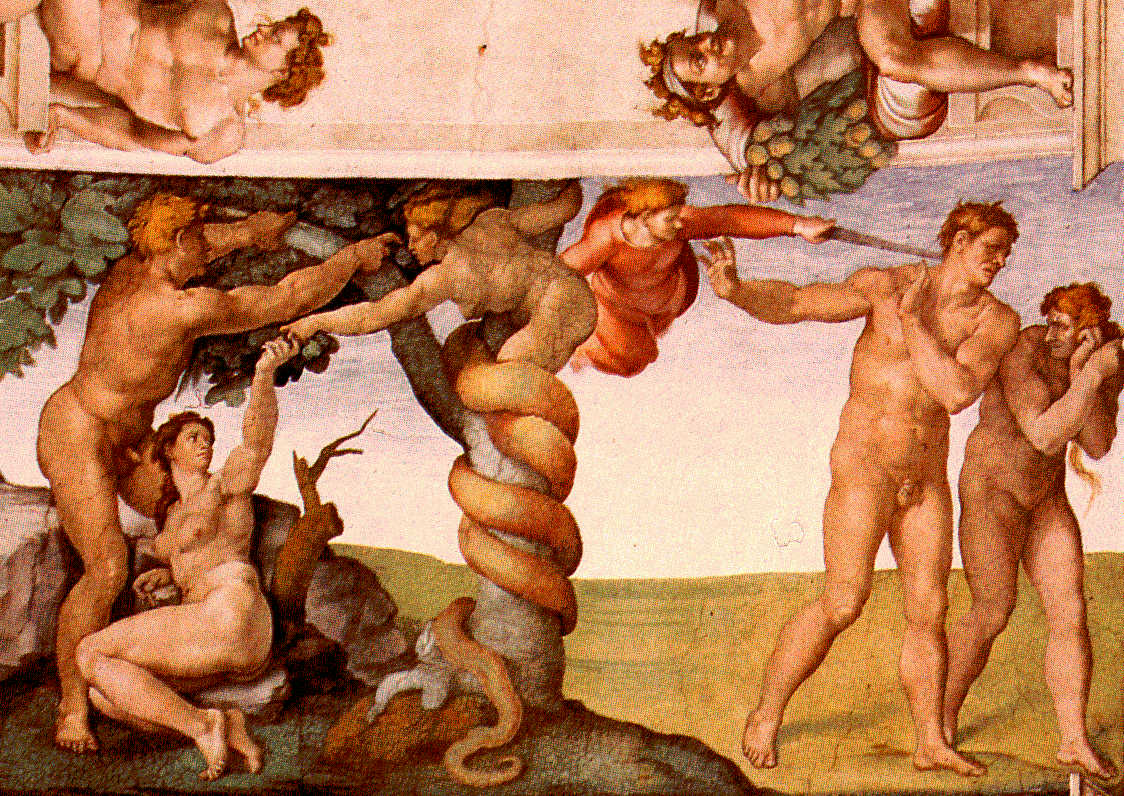
«Грехопадение Адама и Евы».
Микеланджело. Фрагмент росписи Сикстинской капеллы, 1508—1512 годы

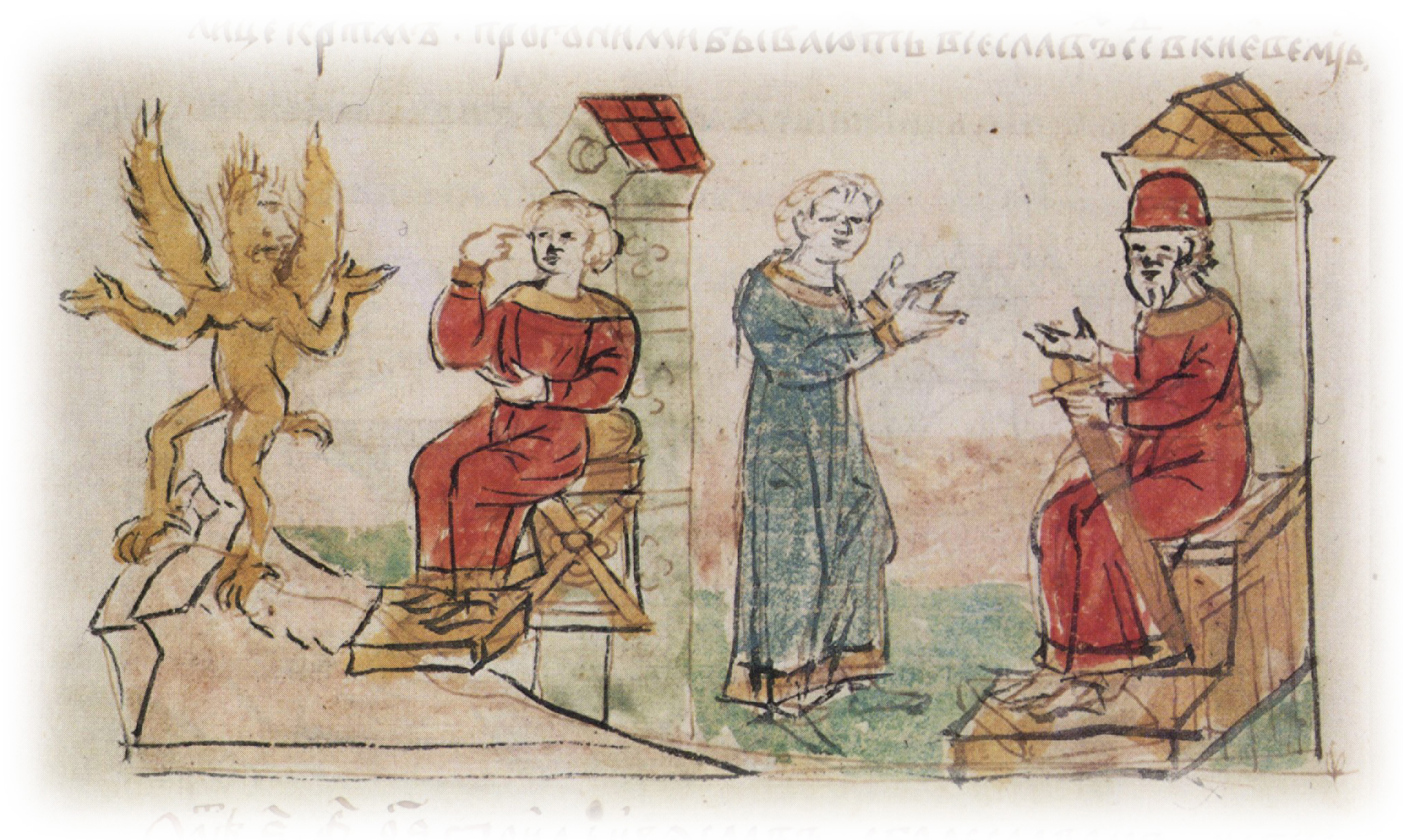
«Освобождение от бесовских мыслей с помощью крестного знамения».
Миниатюра из Радзивилловской летописи, конец XV века

В христианском богословии особое место занимают понятия греха и спасения. Грех для христиан — это не просто «беззаконие» (1Ин. 3:4) или «неправда» (5:17), но и само нежелание следовать заповеданному, заведомое прегрешение против истины; а также нечто, противоречащее человеческой природе (ведь человек создан по образу Божиему), порочность человеческого существа, проявление его падшей природы, которую он приобрёл при грехопадении. Но уверовавшим и принявшим крещение прощается их грех, то есть жертвой Иисуса Христа человек освобождается от первородного греха (Мк. 16:16 и Рим. 8:1).
Учение о греховности всех без исключения людей, кроме единственного Иисуса Христа, было сформулировано в полемике Церкви с пелагианством. Оно изложено на Карфагенском соборе с 123 по 130 правило и принято как на Востоке (правила Карфагенского собора — это Каноны Православной церкви); так и на Западе (каноны Карфагенского собора входят в Codex Canonum vetus ecclesiae Romanae). Содержание его следующее:
- Первый человек — Адам был создан Богом безгрешным и бессмертным. Его смерть была наказанием за его грех.
- Все потомки Адама рождаются грешными (несут первородный грех) и поэтому нуждаются в спасении.
- Благодать Иисуса Христа не только очищает человека от грехов, но и подаёт человеку духовное знание, любовь, силу и помогает человеку не совершать грехи.
- Без благодати невозможно человеку в жизни избавиться от совершения греховных поступков и поступать согласно Божьим заповедям.
- Все люди, кроме единородного Иисуса Христа, в том числе самые великие святые, каждый день совершали и совершают греховные поступки, именно по этой причине люди произносят в молитве «Отче наш» слова «и прости нам грехи наши», в которых каждый человек просит у Бога прощение за совершённые лично им грехи.

В христианстве различают два типа греха:
- Первородный грех — повреждённость человеческой природы, возникшая вследствие греха прародителей.
- «Личный грех» — поступок против совести, десяти ветхозаветных заповедей, а также новозаветных заповедей блаженства.

Помни последния твоя — никогда не согрешишь. Рисунок 1908 года

Греховным может быть действие (или бездействие), слово, мысль, желание, чувство.

##### Католицизм
Фома Аквинский учил, что грех (peccatum) есть «неупорядоченное действие», причиной которого является воля. Среди грехов выделяется «первородный грех» (peccatum originale), который передаётся по наследству и представляет собой некоторый навык. Помимо него выделяют «актуальный грех» (actuale peccatum), который совершается грешником в течение его жизни. Главными признаны семь грехов: обжорство (gula), похоть (luxuria), алчность (avaritia), лень (acedia), зависть (invidia), гнев (ira) и гордыня (superbia). Покаяние есть признание своей вины и стремление получить от Бога прощение своих грехов. Исповедь, установленная Иисусом Христом (Ин. 20:22—23) и порученная представителю и служителю Церкви (Мф. 16:18—19), предоставляет христианину эту возможность. Таинство исповеди и получение отпущения грехов направлено к Богу, где Он Сам через священника уделяет сию благодать.
Кающийся должен проявить стремление избегать в дальнейшей жизни повторения прежних грехов, в которых он раскаялся. Тесно с понятием греха связано центральное учение христианства о спасении. Воздаяние за грехи происходит как при жизни, так и после смерти человека и по делам его человек попадает либо в рай, либо в ад (см. Судный день).

##### Православие
В соответствии с православным вероучением, либо человек, с помощью Христа, господствует над своими грехами, либо добровольно предаёт себя в лютое рабство этим грехам. Под «грехом» понимаются действия, совершение которых наносит вред человеку, прежде всего, его душе.
В православии заповеди являются выражением духовных законов человеческого бытия, христианские антропология и космология утверждают, что нарушение нравственных законов существования и развития личности имеет для неё онтологические последствия в виде вреда, который можно сравнить с последствиями нарушения физических законов, человек страдает так же, как если бы нарушал законы физические[как?].
Таким образом, в соответствии с православным вероучением, грех — это причиняемый себе вред, объективно возникающий вследствие нарушения законов нормального человеческого существования. Совершением греха человек отдаляет себя от Бога и некоторых людей. Исполнение заповедей необходимо не Богу, а человеку. Последствия причинённого себе вреда называют «наказанием», а страдание от последствий — «воздаянием».

#### Иудаизм
Иудаизм считает нарушение или неисполнение любой из 613 заповедей грехом. Грех — это часть жизни, так как нет совершенного человека и у каждого есть склонность ко злу. Грех имеет много классификаций и степеней. На иврите грех звучит как хет («промах») или авера, что в буквальном переводе означает «переход за грань дозволенного». По законам Торы за грехи, совершённые по ошибке, следует принести в Храме особую жертву искупления — хатат (от слова хет). Те же самые законы предусматривают прощение всех совершённых грехов в День Искупления в начале осени, 10-го числа месяца «тишре» (Лев. 16:29).

#### Ислам
В исламе грех — это совершение каких-либо действий или наличие таких намерений, которые запрещены Аллахом. Грешными считаются поступки, запрещённые шариатом, которые были совершены умышленно, без принуждения, совершеннолетними и здравомыслящими людьми. Согрешивший человек всегда имеет возможность раскаяться (тауба) перед Аллахом. Однако частое совершение пусть даже малых грехов воздействует на состояние его души и ведёт к ослаблению веры. За греховные помыслы человек наказания не несёт.
Грехи делятся на большие (кабира) и малые (сагира). О больших грехах говорится в Коране. Исламские правоведы и богословы расходились в отношении определения тяжкого греха и совершившего его человека. Обычно к тяжким грехам относили убийство, прелюбодеяние, пьянство. Самым тяжким, абсолютным грехом считается неверие (куфр) или наделение кого-либо или что-либо божественными атрибутами и возвышение их до степени божества.
К большим грехам относятся:
1. Отрицание бытия Аллаха;
2. Ширк (многобожие) — придание Аллаху товарищей (равных) или поклонение чему-либо помимо Аллаха;
3. Непризнание какого-либо положения религии;
4. Убийство человека;
5. Совершение прелюбодеяния, гомосексуализм, лесбиянство и так далее;
6. Сихр (колдовство);
7. Риба (ростовщичество) — сделка, при которой одна сторона приобретает прибыль, не затратив для этого никакого труда;
8. Покушение на имущество сирот;
9. Бегство с поля битвы;
10. Казф — клевета в отношении женщины относительно совершения ею прелюбодеяния;
11. Немилосердие к родителям;
12. Посягательство на чью-то честь;
13. Лжесвидетельство;
14. Ложная клятва;
15. Несовершение обязательных предписаний (намаза, поста);
16. Упорство в совершении какого-либо греха.

Совершение первых трёх грехов, описанных выше ведёт к неверию и выводит совершившего их из ислама. Все остальные же не выводят человека из ислама, однако шариатом за них определены меры наказания.
К малым же грехам (сагаир) относятся меньшие по степени тяжести грехи. Постоянное совершение малых грехов делает их степень равной степени тяжести тяжёлых грехов (кабаир).
Безгрешными могут быть только пророки, которые могли совершать лишь некоторые ошибки (залля). Мусульманам запрещено совершать греховные поступки по отношению к иноверцам, за исключением тех, с кем они ведут войну. Ислам отвергает христианское понятие первородного греха, который несут все люди от рождения. Согласно исламской традиции все люди рождаются непорочными и свободными от грехов и накапливают их только в процессе жизнедеятельности.
Человека, совершившего тяжкий грех, хариджиты считали переставшим быть верующим (мумин), мутазилиты — находящимся в промежуточном состоянии между верующим и неверующим, мурджииты и близкие к их точке зрения сунниты считали их остающимся верующим до Судного дня. Шииты признают безгрешными имамов из рода Али ибн Абу Талиба, а также дочь пророка Мухаммада — Фатиму.

### В светском обществе
Люди наказываются не за грехи, а самими грехами. Элберт Хаббард
Светское (нерелигиозное) сознание вместо религиозной концепции греха использует концепцию преступления перед законом. Как правило, этические нормы светского человека включают в себя некоторые запреты, связанные с исторически сложившимися обычаями и традициями. В частности, в России, с учётом культурной среды, сформированной в условиях господства различных ветвей авраамического монотеизма (в первую очередь, православия и, в меньшей степени, ислама, католицизма и иудаизма) под грехом также часто понимается нарушение моральных норм, не отражённых в законодательстве, но явно выраженных в религиозных текстах и имеющих отношение к взаимоотношениям между людьми. В частности, могут считаться греховными такие нарушения заповедей, как неуважение к родителям, прелюбодеяние, воровство, ложь, зависть и алчность. Нарушения заповедей, относящихся к взаимоотношению человека с Богом (неверие, религиозное поклонение кумирам, поминание всуе имени Бога), с точки зрения светской этики греховными не являются.

### В индийских религиях
В традиции многих индийских религий (индуизм, джайнизм, буддизм) учение кармы отражает специфическое понятие греха для этих верований. Здесь грех — категория менее социальная и более субъективная, является более общим понятием и зачастую обозначает любой поступок, отягчающий карму индивида. Череда перерождений напрямую зависит от совокупности плохих и хороших поступков субъекта (понятие о воздаянии). Грех в данном случае — не нарушение воли божества, а нарушение универсального закона (дхармы), единого и непреложного для всех существ.
Существует несколько различных буддийских взглядов на грех. Американский писатель Брэд Уорнер утверждает, что в буддизме вообще нет понятия греха. Образовательная ассоциация Дхармы Будды также прямо заявляет: «Идея греха или первородного греха не имеет места в буддизме».

### Всаентологии
Наиболее близким к понятию греха является термин оверт (англ. overt), обозначающий вредное действие или проступок, нарушающий моральный кодекс группы. Когда человек совершает что-то, что противоречит моральному кодексу, с которым он ранее согласился, или когда не делает чего-то, что должен был сделать в соответствии с этим моральным кодексом, он совершает оверт.